# Villafolfo

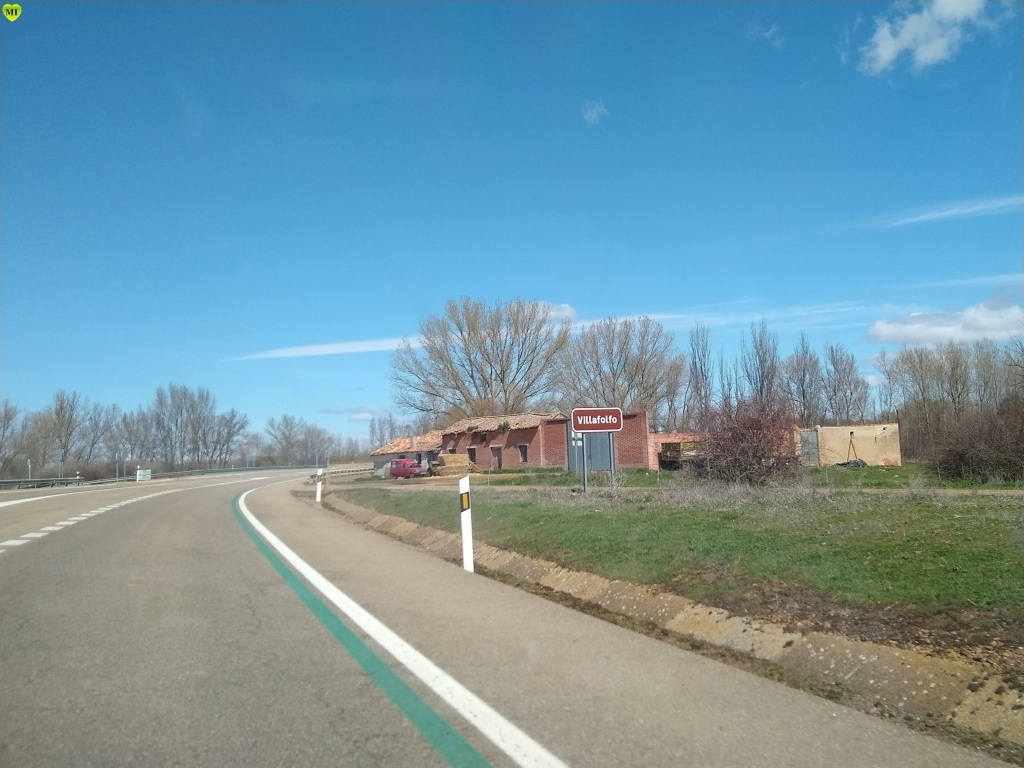

Villafolfo es un despoblado de España. Se encuentra situado en la provincia de Palencia (comunidad autónoma de Castilla y León), dentro de la comarca de Tierra de Campos, en el término municipal de Paredes de Nava.
Está emplazado a la orilla del Río Cueza a un kilómetro de distancia de Villoldo.
Actualmente se encuentra despoblado contando únicamente con varios edificios en estado semiderruido y algunos mejor conservados que se usan como corrales y almacenes agrícolas.

## Historia
En 1231, D. Alfonso Martínez y Don García Martínez, junto con sus esposas Doña Mari Roiz y Doña Alda, fundan en el Hospital de Villamartín un aniversario por su alma, la de sus padres y parientes entregando como compensación sus propiedades en Villasila, Villamelendro, Villanueva de Arriba, Villafría de la Peña, Amayuelas de Abajo y Villafolfo.